# Septième circonscription de Lille
La septième circonscription de Lille était une circonscription législative française que comptait le département du Nord sous la Troisième République  de 1893 à 1919 et de 1928 à 1940.

## La circonscription de 1889 à 1893

### Description géographique et démographique
La septième circonscription de Lille partie intérieure de la Flandre française, située entre la Belgique et l' arrondissement de Douai, la circonscription est centrée autour de la ville de Cysoing.  
Elle regroupait les divisions administratives suivantes : canton de Cysoing ; canton de Lannoy et le canton de Pont-à-Marcq.

### Historique des députations
| Législature    | Début de mandat   | Fin de mandat   | Député élu               | Parti politique | Observations |
| -------------- | ----------------- | --------------- | ------------------------ | --------------- | ------------ |
| 5e législature | 22 septembre 1889 | 14 octobre 1893 | Geoffroy de Montalembert |                 |              |

## La circonscription de 1893 à 1919

### Description géographique et démographique
La septième circonscription de Lille était située à la périphérie de l'agglomération Lilloise. Située entre la Belgique et le Pas-de-Calais, la circonscription est centrée autour de la ville de Roubaix. 
Elle regroupait les divisions administratives suivantes : canton de Roubaix-Est et le canton de Roubaix-Nord.

### Historique des députations
| Législature     | Début de mandat | Fin de mandat   | Député élu   | Parti politique            | Observations |
| --------------- | --------------- | --------------- | ------------ | -------------------------- | ------------ |
| 6e législature  | 20 août 1893    | 31 mai 1898     | Jules Guesde | POF                        |              |
| 7e législature  | 22 mai 1898     | 31 mai 1902     | Eugène Motte | Républicains progressistes |              |
| 8e législature  | 11 mai 1902     | 31 mai 1906     | Eugène Motte | Républicains progressistes |              |
| 9e législature  | 6 mai 1906      | 31 mai 1910     | Jules Guesde | SFIO                       |              |
| 10e législature | 24 avril 1910   | 31 mai 1914     | Jules Guesde | SFIO                       |              |
| 11e législature | 26 avril 1914   | 7 décembre 1919 | Jules Guesde | SFIO                       |              |

## La circonscription de 1928 à 1940

### Description géographique et démographique
La septième circonscription de Lille était située à la périphérie de l'agglomération Lilloise. Située entre la Belgique et le Pas-de-Calais, la circonscription est centrée autour de la ville de Roubaix. 
Elle regroupait les divisions administratives suivantes : canton de Lannoy et le canton de Roubaix-Est.

### Historique des députations
| Législature     | Début de mandat | Fin de mandat | Député élu          | Parti politique        | Observations                                                                                    |
| --------------- | --------------- | ------------- | ------------------- | ---------------------- | ----------------------------------------------------------------------------------------------- |
| 14e législature | 29 avril 1928   | 31 mai 1932   | Léon Lierman        | Républicains de gauche |                                                                                                 |
| 15e législature | 8 mai 1932      | 31 mai 1936   | Jean-Baptiste Lebas | SFIO                   |                                                                                                 |
| 16e législature | 3 mai 1936      | 31 mai 1942   | Jean-Baptiste Lebas | SFIO                   | Un décret de juillet 1939 a prorogé jusqu'au 31 mai 1942 le mandat des députés élus en mai 1936 |